# Кайынды (Костанайская область)
Кайынды (каз. Қайыңды, до 1999 г. — Шили) — село в Костанайской области Казахстана. Находится в подчинении городской администрации Аркалыка. Административный центр Кайындинского сельского округа. Код КАТО — 391653100.

## Население
В 1999 году население села составляло 954 человека (494 мужчины и 460 женщин). По данным переписи 2009 года, в селе проживало 496 человек (259 мужчин и 237 женщин).